# Chandra North
Chandra North (31 de julio de 1973) es una modelo estadounidense.

## Primeros años
Mientras crecía, North quería convertirse en bailariana profesional. En su adolescencia, fue un poco rebelde. Mientras sus compañeros estaban en la escuela de danza, ella frecuentaba clubs de alterne. Mientras asistía a la Southern Methodist University, fue descubierta por un modelo masculino. Poco después, firmó un contrato con la agencia de Kim Dawson en Dallas y obtuvo trabajos como modelos en periódicos locales y catálogos de tiendas.
En 1991, se fue de Texas para seguir su sueño de convertirse en bailarina. Poco después de mudarse a Nueva York, su carrera de modelo la llevó a París. Al no tener éxito en Europa, North volvió a Nueva York donde conoció a su futuro marido, un cartero. Con su apoyo, consiguió más trabajos.

## Carrera
En 1995, North figuró en Sports Illustrated Swimsuit Edition en el que portó un bikini de hierba. Desde entonces, ha figurado en anuncios para Alberta Ferretti, Versace, Saks Fifth Avenue, Givenchy, J.Crew, Valentino, Chanel, y Banana Republic.  North ha desfilado para Christian Dior, DKNY, y Chanel. También ha hecho portadas para Vogue, Elle, Marie Claire, y Harper's Bazaar. 
En 1999, figuró en el calendario Pirelli. Es representada por DNA Model Management, FM Model Agency y Kim Dawson Agency.
En 2012, fue la modelo elegida para celebrar el 140 aniversario de Shiseido.